# Atracis laevoir
Atracis laevoir är en insektsart som först beskrevs av Gustav Breddin 1900.  Atracis laevoir ingår i släktet Atracis och familjen Flatidae. Inga underarter finns listade i Catalogue of Life.